# InfoWorld
InfoWorld, trước đây là The Intelligent Machines Journal (tiếng Việt: Tạp chí Máy thông minh) là một doanh nghiệp truyền thông công nghệ thông tin. Được thành lập vào năm 1978, nó bắt đầu như một tạp chí hàng tháng. Năm 2007, nó đã chuyển sang một ấn phẩm chỉ dành cho Web. Công ty mẹ của nó là International Data Group, và các ấn phẩm chị em của nó bao gồm Macworld và PC World. InfoWorld có trụ sở tại San Francisco, với những người đóng góp và nhân viên hỗ trợ có trụ sở trên khắp Hoa Kỳ.
Kể từ khi thành lập, độc giả của InfoWorld chủ yếu bao gồm các chuyên gia và doanh nghiệp công nghệ thông tin. InfoWorld tập trung vào hướng dẫn, phân tích và biên tập nội dung từ một nhóm các nhà báo công nghệ giàu kinh nghiệm và các nhà thực hành công nghệ làm việc. Trang web có trung bình 4,6 triệu lượt xem hàng tháng và 1,1 triệu khách truy cập hàng tháng.

## Lịch sử
Tạp chí được thành lập bởi Jim Warren vào năm 1978 với tên Intelligent Machines Journal. Nó được bán cho IDG vào cuối năm 1979. Đầu năm sau, tên được đổi thành InfoWorld. Năm 1986, mục Robert X. Cringely bắt đầu; đối với nhiều người, mục đó là bộ mặt của InfoWorld và nó có mối quan hệ chặt chẽ với Thung lũng Silicon nói riêng.
Nhà phát minh Ethernet Bob Metcalfe là CEO và người xuất bản từ năm 1991 đến 1996, và đóng góp một mục hàng tuần cho đến năm 2000. Khi tạp chí được chuyển sang độc quyền dựa trên Web, một phiên bản in cuối cùng được ra mắt vào ngày 2 tháng 4 năm 2007 (Tập 29, Số 14).
Trong phiên bản Web của mình, InfoWorld đã chuyển từ các câu chuyện tin tức có sẵn rộng rãi sang tập trung vào cách làm, kiểm tra chuyên gia và lãnh đạo tư duy. InfoWorld cũng cung cấp nội dung cho các thiết bị di động. 